# The Kiffness
David Scott (11 februari 1988), artiestennaam The Kiffness, is een Zuid-Afrikaanse muzikant, producer en parodieartiest en tevens oprichter en frontman van de gelijknamige band The Kiffness. The Kiffness werd drie keer genomineerd voor een South African Music Award.

## Biografie
In zijn jeugd was Scott lid van het KwaZulu-Natal Youth Choir, en ging hij naar school op de prestigieuze privéschool Michaelhouse. Aanvankelijk wilde hij in de voetsporen van zijn vader treden, een kno-arts, en startte hij na de middelbare school een studie medicijnen aan de Universiteit van Witwatersrand. Deze opleiding brak hij echter na een half jaar af om journalistiek te studeren aan de Rhodes University. In de periode die volgde, pakte hij het muziekmaken weer op. Hij ging aan de slag als DJ en speelde in een jazzband.  In 2008 bezocht Scott een optreden van Goldfish, en raakte geïnspireerd door de wijze waarop dat duo jazz en house wist te combineren. Hierop sloeg hij aan het experimenteren met zijn trompet en zijn laptop.
In 2013 bracht Scott met Matthew Gold zijn eerste single uit, getiteld Where are you going?. Het nummer wist de top 40 te halen van de Zuid-Afrikaanse radiozender 5FM, en betekende voor Scott zijn doorbraak bij het Zuid-Afrikaanse publiek. Op de South African Music Awards werd het album Kiff zowel in 2015 als in 2017 genomineerd in de categorie Best Pop Album. Scott werd in 2015 genomineerd als Best Producer of the Year. Als The Kiffness maakte het duo verschillende satirische liedjes, gericht op Zuid-Afrikaanse politieke kwesties. In 2017 brachten ze het nummer White Privilege uit als een poging om blanke Zuid-Afrikanen meer sociaal bewust te maken. In de videoclip voor het deels Afrikaanstalige lied Pragtig Meisie loopt Scott rond met een opblaaspop, getooid met het hoofd van de controversiële Afrikanerzanger Steve Hofmeyr.
Na een reis door Europa in 2018 besloot Scott in 2019 om solo als The Kiffness verder te gaan. In datzelfde jaar protesteerde Scott tegen de staatsomroep South African Broadcasting Corporation, toen uitkwam dat deze geen auteursrecht afdroeg voor de door hen gespeelde muziek. Volgens Scott was de staatsomroep hem 60.000 Rand schuldig (zo'n 3.000 euro).
In 2020 parodieerde The Kiffness het volkslied van Zuid-Afrika als kritiek op het verbod van minister Nkosazana Dlamini-Zuma op de verkoop van sigaretten in Zuid-Afrika tijdens de coronapandemie. Dit kwam hem op kritiek te staan; de burgemeester van Ekurhuleni, Mzwandile Masina, bestempelde het parodiëren van het volkslied als een daad van racisme. Ook zijn parodie op het lied Jerusalema viel niet in goede aarde. Het was een satire gericht tegen Julius Malema, politiek leider van de Economic Freedom Fighters, nadat EFF-activisten Clicks-winkels bestormden, vanwege een shampoo-advertentie die zij als racistisch beschouwden.
Eind 2020 maakte Scott een remix van de Ievan polkka, in de uitvoering van de Turkse muzikant Bilal Göregen, die viraal ging op YouTube. In 2021 maakte hij een parodie op Miriam Makeba's The Click Song om mensen te helpen bij het uitspreken van Gqeberha, Qonce en Nqanqarhu, de nieuwe officiële namen van Port Elizabeth, Koning Willemstad en Maclear nadat de Zuid-Afrikaanse deze had aangepast.
In 2022 maakte The Kiffness een remix van het eerste couplet van het Oekraïense volksliedje Oj oe loezi tsjervona kalyna. Hij gebruikte een door Andrij Chlyvnjoek, de zanger van de Oekraïense band Boombox, a capella gezongen versie als basis.

## Trivia
Tijdens live-optredens draagt Scott veelal een in Hội An op maat gemaakt bloemenkostuum. Hij liet het pak ooit maken tijdens een vakantie in Vietnam, omdat het stofje hem deed denken aan de gordijnen van zijn grootmoeder.